# Diocesi di Pauzera
La diocesi di Pauzera (in latino Dioecesis Pauzerensis) è una sede soppressa e sede titolare della Chiesa cattolica.

## Storia
Pauzera, nell'odierna Algeria, è un'antica sede episcopale della provincia romana di Numidia.
Unico vescovo conosciuto di Pauzera è il donatista Flaviano, che prese parte alla conferenza di Cartagine del 411, che vide riuniti assieme i vescovi cattolici e donatisti dell'Africa romana; la sede in quell'occasione non aveva vescovi cattolici. Flaviano intervenne per segnalare che il vescovo donatista di Tigillava, Donato, non poté presenziare alla conferenza perché ammalato.
Dal 1933 Pauzera è annoverata tra le sedi vescovili titolari della Chiesa cattolica; dal 10 novembre 2017 il vescovo titolare è Marcelo Fabián Mazzitelli, vescovo ausiliare di Mendoza e amministratore apostolico di San Rafael.

## Cronotassi

### Vescovi
- Flaviano † (menzionato nel 411) (vescovo donatista)

### Vescovi titolari
- Nicanor Carlos Gavinales Chamorro † (17 febbraio 1967 - 22 dicembre 1970 dimesso)
- José Agustín Ganuza García, O.A.R. (4 febbraio 1972 - 18 novembre 1977 dimesso)
- Generoso Cambronero Camiña, P.M.E. † (9 marzo 1978 - 20 dicembre 1979 nominato vescovo di Digos)
- Manuel Camilo Vial Risopatrón (21 marzo 1980 - 20 dicembre 1983 nominato vescovo di San Felipe)
- Guillermo Álvaro Ortiz Carrillo † (3 maggio 1986 - 16 febbraio 1989 nominato vescovo coadiutore di Garagoa)
- Raúl Eduardo Vela Chiriboga † (8 luglio 1989 - 7 marzo 1998 dimesso)
- Franklyn Nubuasah, S.V.D. (27 giugno 1998 - 2 ottobre 2017 nominato vescovo di Francistown)
- Marcelo Fabián Mazzitelli, dal 10 novembre 2017